# Hipérbolo

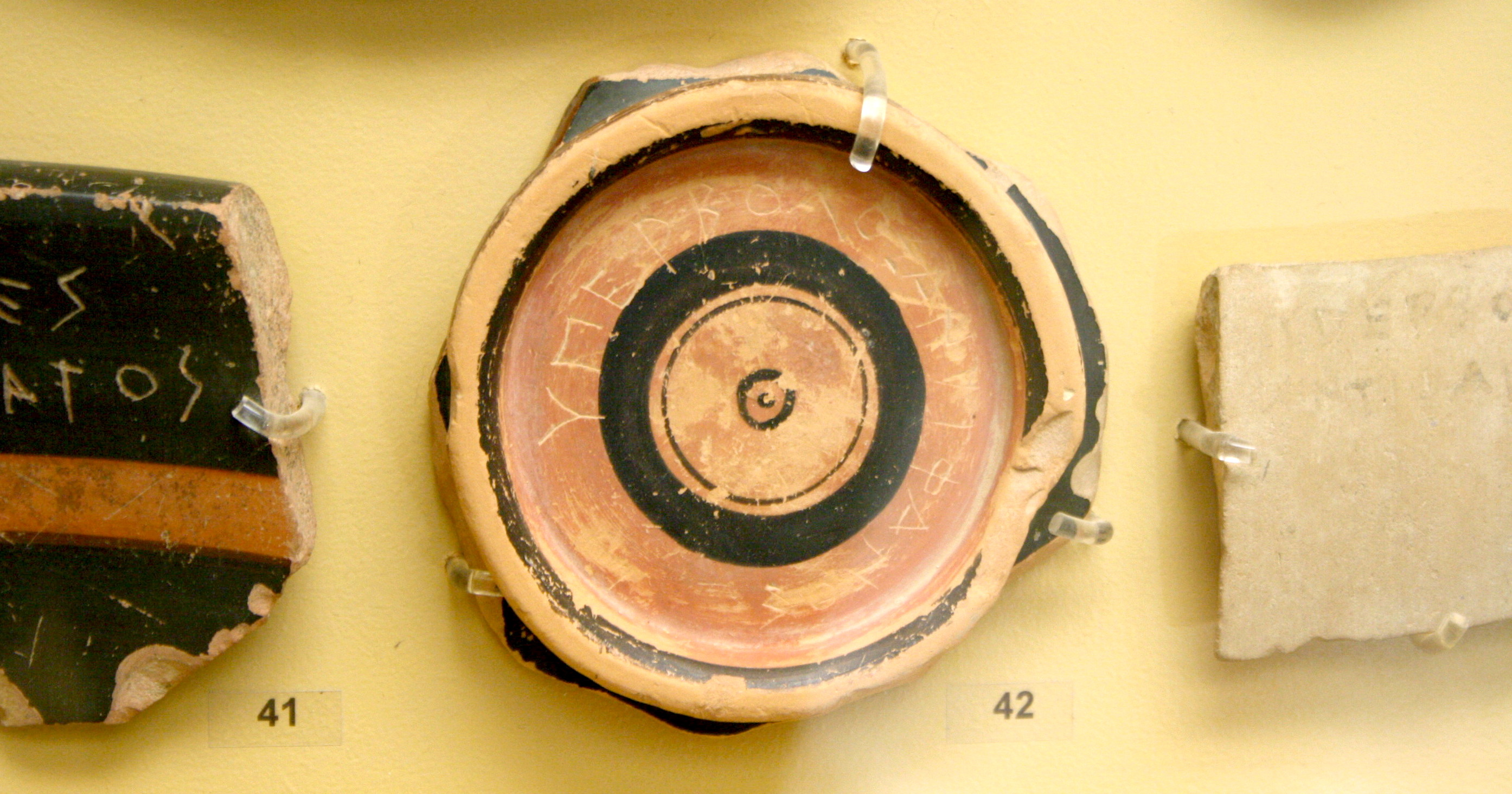
Ostracon con el nombre de Hipérbolo.

Hipérbolo (en griego Υπέρβολoς, Hipérbolos) fue un antiguo político ateniense activo durante la primera mitad de la guerra del Peloponeso teniendo una particular importancia tras la muerte de Cleón en 421 a. C..
De humilde origen, militó en el partido de los demócratas radicales. Alcanzó el cargo de estratego en 425 a. C. A la muerte de Cleón, se erigió en jefe de su partido y se opuso firmemente a la Paz de Nicias. Hipérbolo fue a su manera un revolucionario, perteneciente a la nueva clase de ricos, siendo comerciante de lámparas, creía en el valor por sí mismo y en el trabajo. Fuerte contrariedad con el ensalzamiento del «ocio elegante» que imponían en la cultura los terratenientes de la «antigua nobleza».
De la misma manera que Cleón, es considerado un demagogo, que ejercitó el poder únicamente a través de discursos en la asamblea. Es injuriado en las fuentes, incluso más que su predecesor: ambos son asociados con un supuesto declive de la cultura política ateniense con la pérdida de la guerra con Esparta. Tucídides, en viii, 73 es particularmente severo. En los ataques a él en la comedia es representado como servil y de familia extranjera lo cual es improbable. Pero a diferencia de Pericles, Hípérbolo no tenía un fondo noble.
La legislación que sobrevive bajo su nombre indica una historia algo diferente.
En algún momento de los años 417-415 a. C. fue ostraquizado, quizás la última persona en ser sujeto de tal práctica. Los relatos de este ostracismo por Plutarco describen una compleja pelea con Nicias y Alcibíades, donde Hipérbolo trató de provocar la exclusión de uno de ellos pero combinaron sus influencias e indujeron al pueblo a que expulsase a Hipérbolo. La validez del testimonio de Plutarco de estos sucesos es, sin embargo, difícil de calibrar.
Hipérbolo fue a vivir a la isla de Samos, donde fue asesinado en 411 a. C. por oligarcas samios, revolucionarios de la época del golpe de Estado de los Cuatrocientos que durante varios meses suprimió la democracia en Atenas.